# Držak hipofize
Hipofiza
Držak hipofize ili infundibul je posebni ljevkasti držak kojim je hipofiza spojena uz dio hipotalamusa gdje su u dnu moždane komore spojeni lijevi i desni hipotalamus,  jedini dio međumozga vidljiv na bazi mozga. Pepeljastosiva izbočina chiasma opticum nastavlja se u držak hipofize. Kroz držak hipofize duž aksona teku neurohormoni koje luči hipotalamus i završavaju u krvnim žilama prednjeg i stražnjeg režnja hipofize.
Držak hipofize i pars nervosa tvore neurohipofizu. Ona se u embrionalnoj fazi razvija od neuroektoderma.

Držak hipofize grade nemijelizirana živčana vlakna uz koja se vide krvne žile te brojne stanice okruglih ili izduženih jezgri. Krvlju ga opskrbljuju ventralno desna i lijeva ventralna hipofizna arterija, a s gornje strane, desna i lijeva dorzalna hipofizna arterija.
Postoji i šupljina infundibuluma koja komunicira s trećom moždanom klijetkom. Nije ista kod svih kralježnjaka, pa kod konja završava sužavajući se u području prijelaza infundibuluma u hipofizu, a u psa se nastavlja u hipofizu.